# マリノス (古代の地理学者)
テュリオスのマリノス (ギリシャ語: Μαρῖνος ὁ Τύριος, Marînos ho Týrios、70年ころ – 130年ころ）は、ギリシャ人ないしはヘレニズム的な、おそらくはフェニキア人の地理学者、地図製作者、数学者で、数学的な地理学である測地学の先駆者となり、クラウディオス・プトレマイオスによる大きな影響をもった書物『地理学』に先立つ時期に、その基礎固めをした。

## 呼称と日本語における表記
マリノスは、ローマ時代の中東ギリシア文化圏の人物であり、古代ギリシア語にもとづいてマリノス (Μαρῖνος) とも、ラテン語によってマリヌス (Marinus) とも呼ばれ、英語などでも Marinus と表記される。また慣例的にマリーノなどと呼ぶこともある。
マリノスは、ローマ帝国の属州のひとつであったシリア属州のティール（現在はレバノン領）の出身であった。ティールは古代ギリシア語の表記ではテュリオス (Τύριος Týrios)、現代のギリシア語の表記ではテュロス (Τύρος Týros)、ラテン語ではティルス (Tyrus) となり、世界遺産となっている遺跡としての名称はティルスとされる。さらに慣用的にティレなどと表記されることもある。
このため、日本語でこの人物に言及する場合には、テュロスのマリノス、ティレのマリヌスなど様々な表記が用いられることがある。

## 先駆者として
マリノスとその業績は、偉大な地理学者であるクラウディオス・プトレマイオスの先駆けとなり、プトレマイオスは『地理学』においてマリノスの著述を典拠として用い、マリノスに多くを負っていることを明記している。プトレマイオスは、「マリノスは商人階級について、一般的に彼らがもっぱら自分の事業だけに関心をもち、探検にはほとんど関心がなく、話を膨らませることを好む傾向から、しばしば距離を誇大に表現する、と述べている」と記した。後には、アラブ人の地理学者アル＝マスウーディーも、マリノスを引用した。これ以上、彼の生涯について分かっていることはほとんどない。

## 残されたもの
マリノスの地理学的な業績は失われ、かろうじてプトレマイオスによる言及を通して知られているのみである。マリノスは、地図製作において様々な改善を重ね、海図を作成する仕組みを開発した。彼が残した最も重要な実践は、個々の場所に適切な緯度と経度を与えるということであった。彼の用いた本初子午線は、彼が知っていた最も西の場所であった幸運の島に置かれていたが、この島々は、カナリア諸島ないしカーボベルデの島々に比定されている。また、経度の計測には、ロドス島を通る緯線が用いられた。プトレマイオスは、マリノスが西暦114年に地理学的業績に色々な修正を加えたと述べているが、これは確かめられていない。マリノスは、赤道の長さを 180,000スタディアと推計したが、これは概ね 33,300 km に相当し、実際よりも 17％短い値であった。
マリノスは、彼にとっての先人たちの業績や、旅行家たちの日記を丹念に研究した。彼の地図は、ローマ帝国において作成された地図としては初めて、中国を図示していた。マリノスはまた、今なお地図作成に用いられる正距円筒図法を発明した。マリノスの見解について、プトレマイオスはいくつかの言及を残している。マリノスは、世界の海洋がヨーロッパ、アジア、アフリカの大陸によって東方と西方に分かたれていると考えていた。また、人が居住する世界、すなわちエクメーネは、緯度ではトゥーレ（ノルウェーあたりに比定される島々）からアギシュムバ（南回帰線付近）まで、軽度では幸運の島からシェーラ（中国）までと考えていた。マリノスは、南極を意味する言葉「アンターコティコス」も生み出したが、これは反対語であることを示す「アント」を、「熊」を意味する言葉に由来し北極圏を意味した「アーコティコス」に冠し、「北極」の反対であることを示した言葉であった。